# Weekend at Waikiki
Weekend at Waikiki is een Nederlandse band. Tom Holkenborg, beter bekend als Junkie XL, is (muzikaal gezien) het beroemdste lid van de band. De rest van de bandleden zijn: Jan Dijksma (Bas), Han Raggers (Gitaar), Gert-Jan Veenstra (Gitaar), Andre Gubbels (Drums) en de zangers Henk Gubbels (Gitaar/Zang), Wijnand Helfrich (Toetsen/Zang) en Thijs Helfrich (Zang).

## Biografie
De band begon in 1983 als een vriendenclub in het Friese Wolvega. De bandleden gingen studeren in Groningen en woonden tijdens die periode met elkaar in de vervallen Villa Volonté. Geïnspireerd door bands als Talking Heads, Devo, Japan, Frank Zappa en David Bowie speelden ze meer dan tien jaar in zalen door heel Nederland.
Ze namen twee cassettes op: If You Wanna Dance (1984) en Live Kro Rocktempel 25-3-1984 (1984); drie lp's: Perfect Punishment (1986), Villa (1987) en Casa (1988); drie cd's: Casa Grande (1989), Sputnik (1994) en Sonar (2018); en een flink aantal singles, waaronder de culthit Love in the most peculiar way. Deze hit was in september 1986 te zien op prime time televisie, in het VPRO-programma O.K.-toer van de Jonge Helden (Daan en Willem Ekkel).
Waikiki was een van de eerste westerse bands die uitgebreid ging toeren in het voormalige Oostblok. In 1988 gaat de band naar Polen en in 1989 naar de Sovjet-Unie, waar ze onder andere in Sint-Petersburg (Rusland) en Tallinn (Estland) spelen. In 1990 varen ze drie weken over de dan sterk vervuilde Wolga. In het kader van Rock for Clear Water wordt er gespeeld in alle belangrijke steden. De VARA brengt de toer in beeld.
Het bekendste bandlid van Weekend at Waikiki is Tom Holkenborg, hij vormde een tijdje met Phil Mills het duo Nerve dat een crossoverstijl tussen electro en industrial-metal speelde maar werd daarna vooral bekend als Junkie XL.

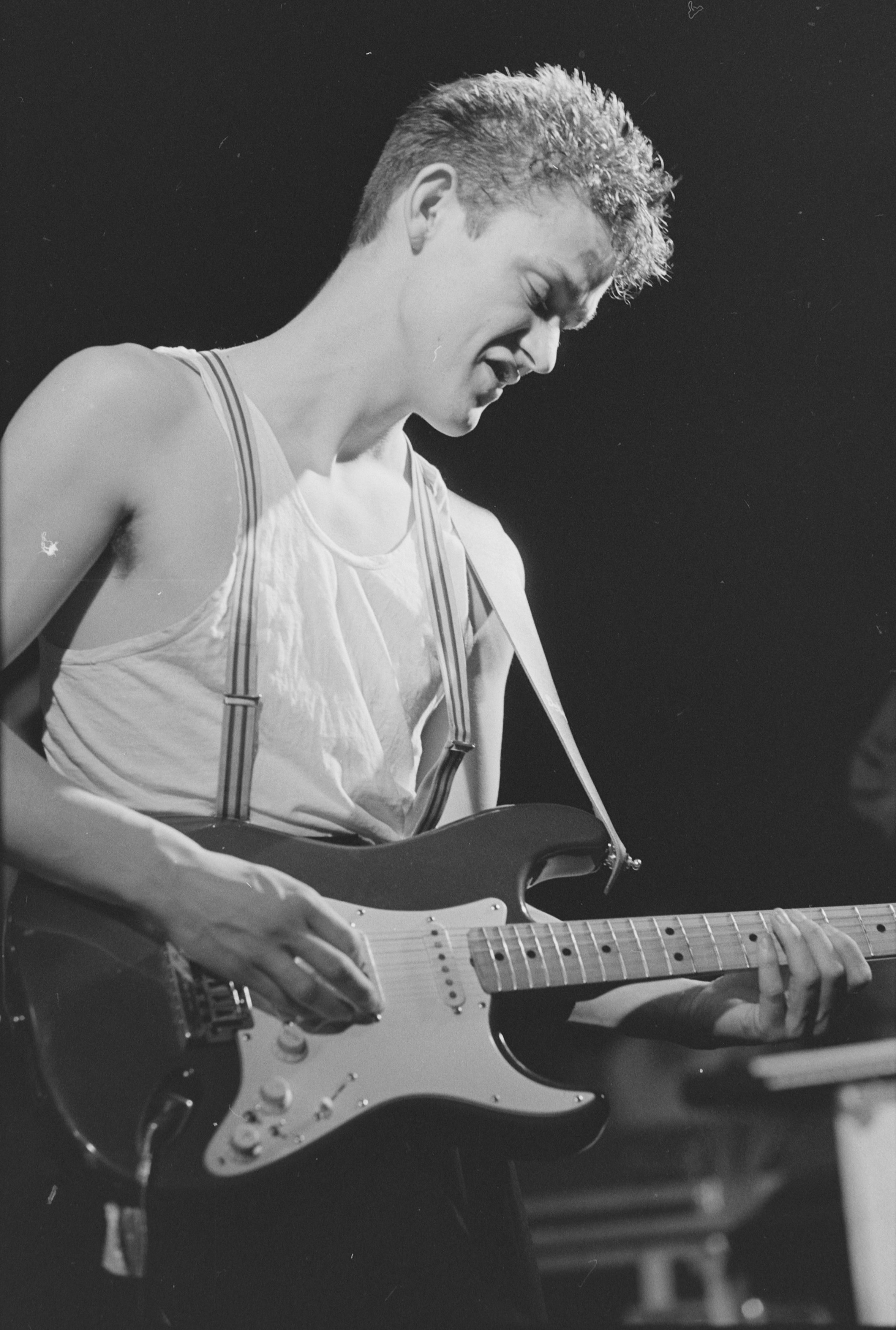
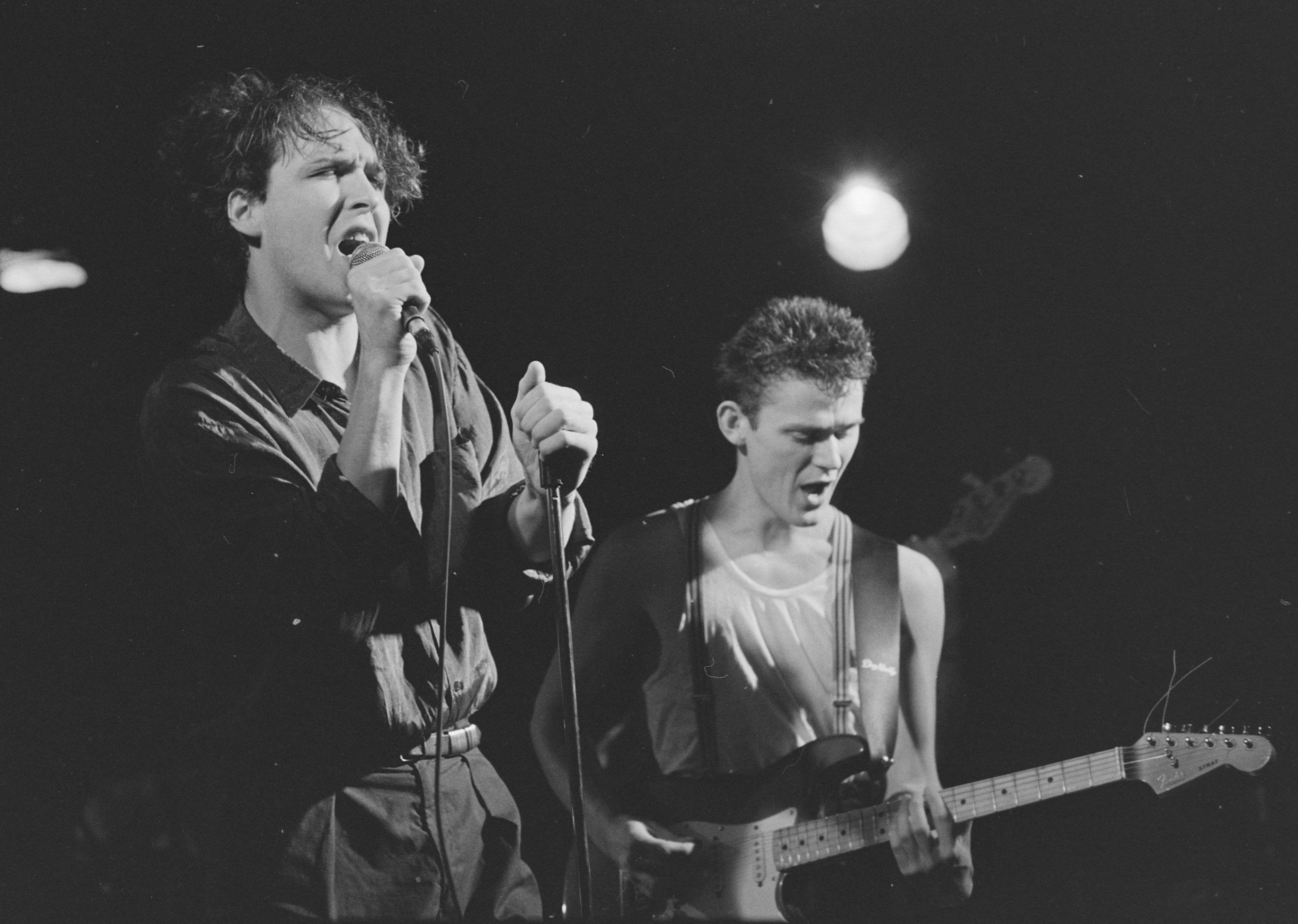